# 宮田節子
宮田節子（みやた せつこ、1935年 - 2023年9月27日）は、日本の歴史学者。専門は朝鮮史。元早稲田大学講師。学習院大学客員研究員。本名は大西節子（おおにし せつこ）。

## 来歴
千葉県生まれ。早稲田大学第一文学部卒業。明治大学大学院文学研究科博士課程修了。
1959年の朝鮮史研究会の創設に関わる。のちに会長。2011年に韓国日本学会の学術賞受賞。
2023年9月27日、老衰で死去。87歳没。葬儀は10月4日に行った。

## 人物
- 日本の朝鮮植民地を批判する立場で、自由主義史観研究会批判、新しい歴史教科書をつくる会批判[2]、日韓併合の不当を主張する「2015年日韓歴史問題に関して日本の知識人は声明する」[3] などのアピールや声明に名を連ねてきた。
- 平凡社刊『朝鮮を知る事典』（1986年版）の「1943年からは女子挺身隊の名の下に、約20万の朝鮮人女性が労務動員され、そのうち若くて未婚の5万～7万人が慰安婦にされた」という記述は、千田夏光『従軍慰安婦』を読んで、宮田が執筆したという（『朝日新聞』2014年8月5日の検証記事[4]）。これを『朝日新聞』の記者が引用して朝日新聞の慰安婦報道問題に発展したという[5][6]。これについて下川正晴は、「慰安婦＝挺身隊」を混同する学者の失態だとして、「開いた口が塞がらない。」「日本の朝鮮史研究の水準が分かろうというものだ。新聞記者だけでなく、歴史研究者までもが、韓国人の無責任な言い分に引きづられたのである。日本のコリア研究に特有な贖罪史観のなせる技だと言うしかない。」と批判している[5][6]。
- 1965年に日本朝鮮研究所から『日・朝・中三国人民連帯の歴史と理論』という共著書を刊行しており、下川正晴は、日本人の「コリア誤解」の深淵であり、共著者の安藤彦太郎、寺尾五郎、宮田節子、吉岡吉典を「今や知る人も少なくなった面々」と評している。ちなみに、「日朝中」で「韓国」がないのは、「日韓会談粉砕のために」という副題がついており、日韓基本条約に反対しているからだという[7]。

## 著書
- 『朝鮮近代史の手引』（日本朝鮮研究所、1966年）
- 『朝鮮民衆と皇民化政策』（未来社、1985年）ISBN 978-4326000357
- 『創氏改名』（明石書店、1992年）ISBN 978-4750304069
- 『歴史と真実―いま日本の歴史を考える』（筑摩書房、1997年）ISBN 978-4480857552
- 『友邦文庫目録』（勁草書房、2011年）ISBN 978-4326000357